# 2018년 순다 해협 쓰나미

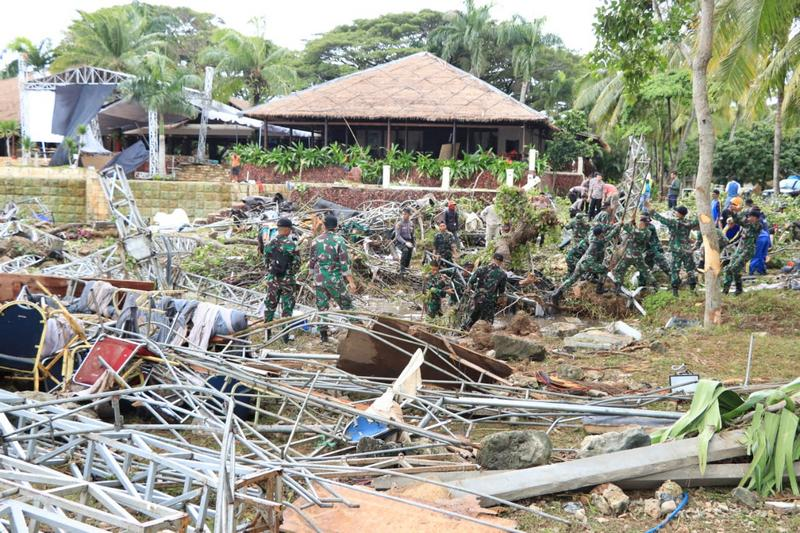
쓰나미가 덮쳐 폐허가 된 콘서트 공연장

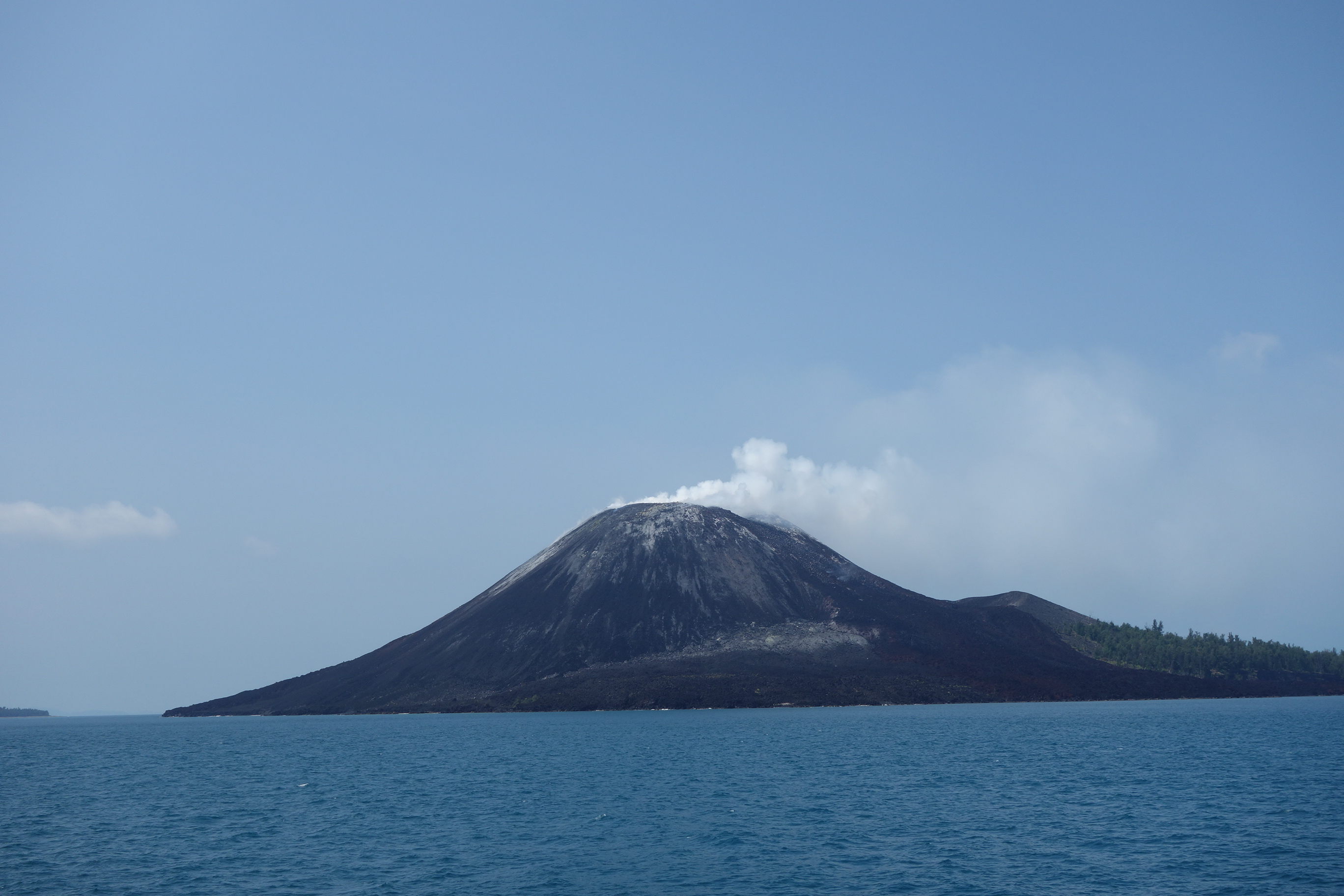
2013년 크라카타우산 사진

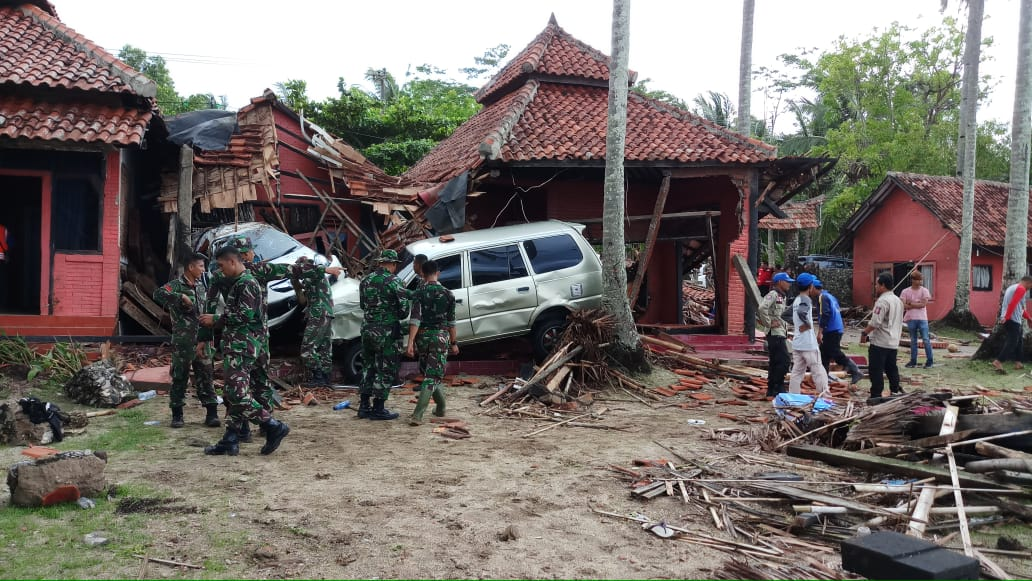
피해 입은 인근 마을의 모습

2018년 순다 해협 쓰나미는 2018년 12월 22일 인도네시아 순다 해협 내 크라카타우산의 자식 산인 '아낙 크라카타우산'의 화산 분화로 인한 해저 산사태로 일어난 쓰나미이다. 최대 2m의 쓰나미가 덮쳐 인도네시아 람풍 주와 반텐 주의 해안 지역에 심각한 피해가 발생하였다. 2018년 12월 24일 오후 10시 기준으로 사망자가 373명, 부상자가 1,400명, 실종자 128명으로 급증하였다.

## 같이 보기
- 2018년 술라웨시 지진
- 2018년 8월 5일 롬복섬 지진